# Nová Ves (Chotěšice)
Nová Ves je vesnice v okrese Nymburk, je součástí obce Chotěšice. Nachází se asi 2,1 km na východ od Chotěšic. Na východě obce protéká Dubečský potok. Je zde evidováno 33 adres.

## Historie
První písemná zmínka o vesnici pochází z roku 1590.

## Pamětihodnosti
- Krucifix na návsi

## Další fotografie

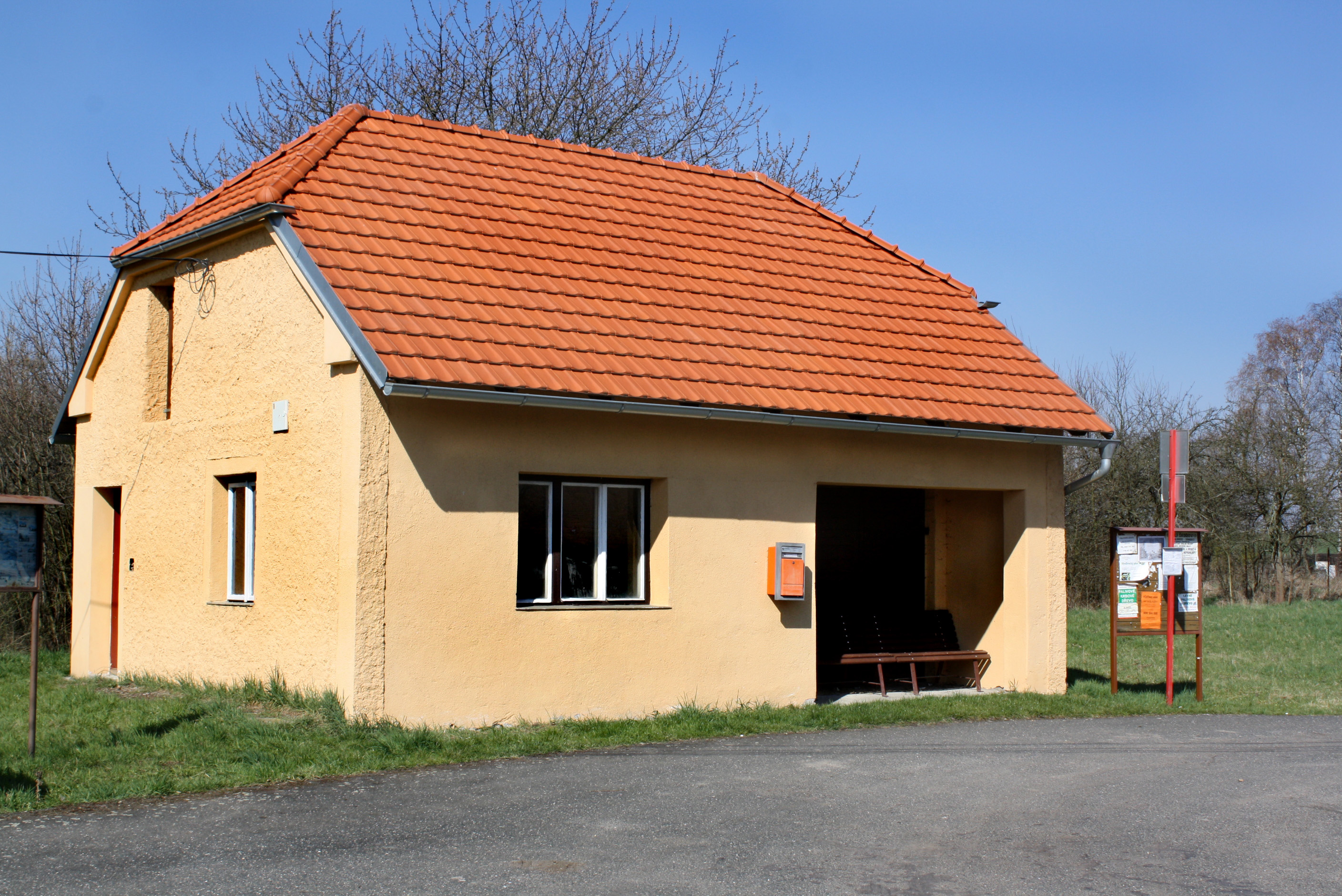
Zastávka
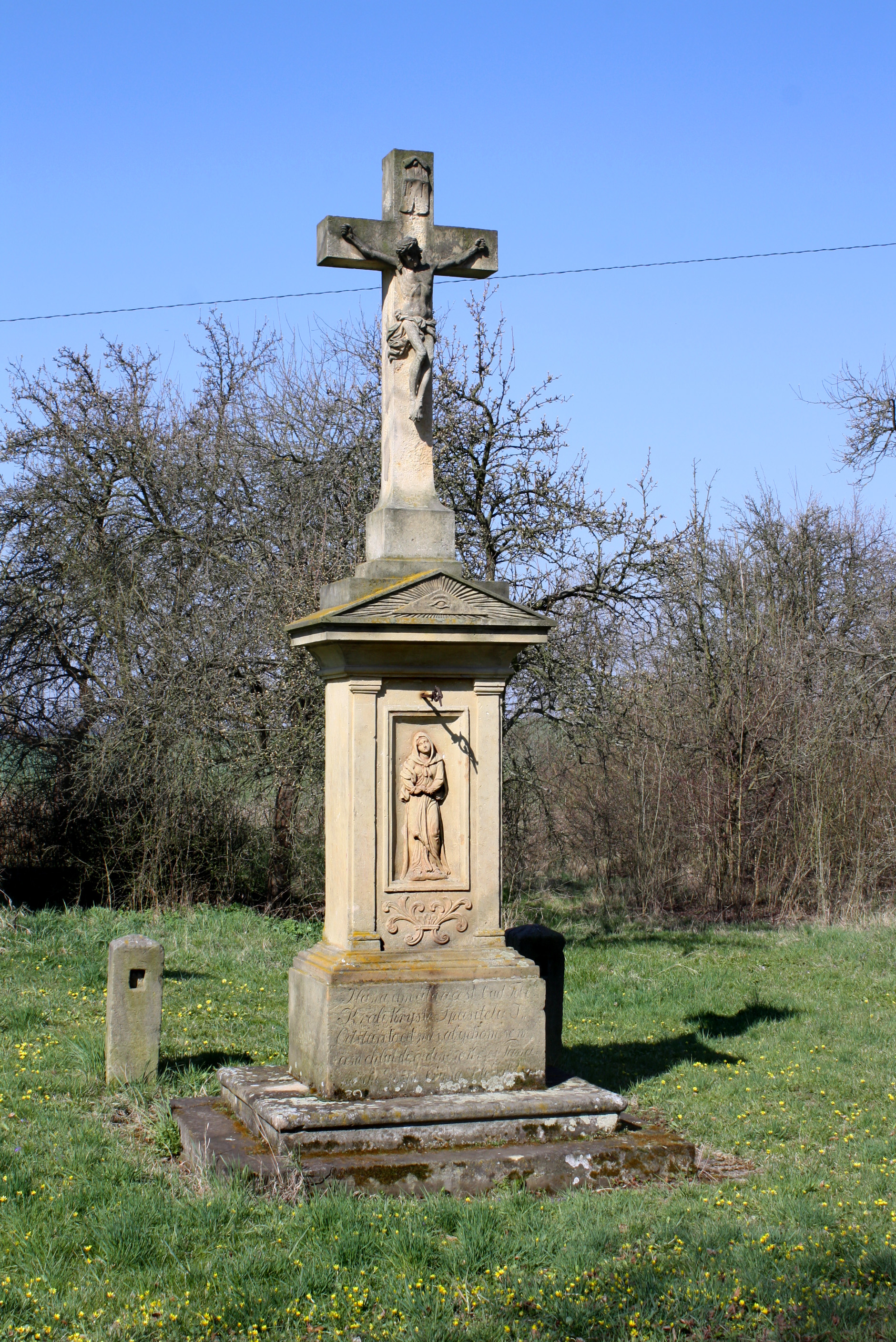
Křížek u návsi
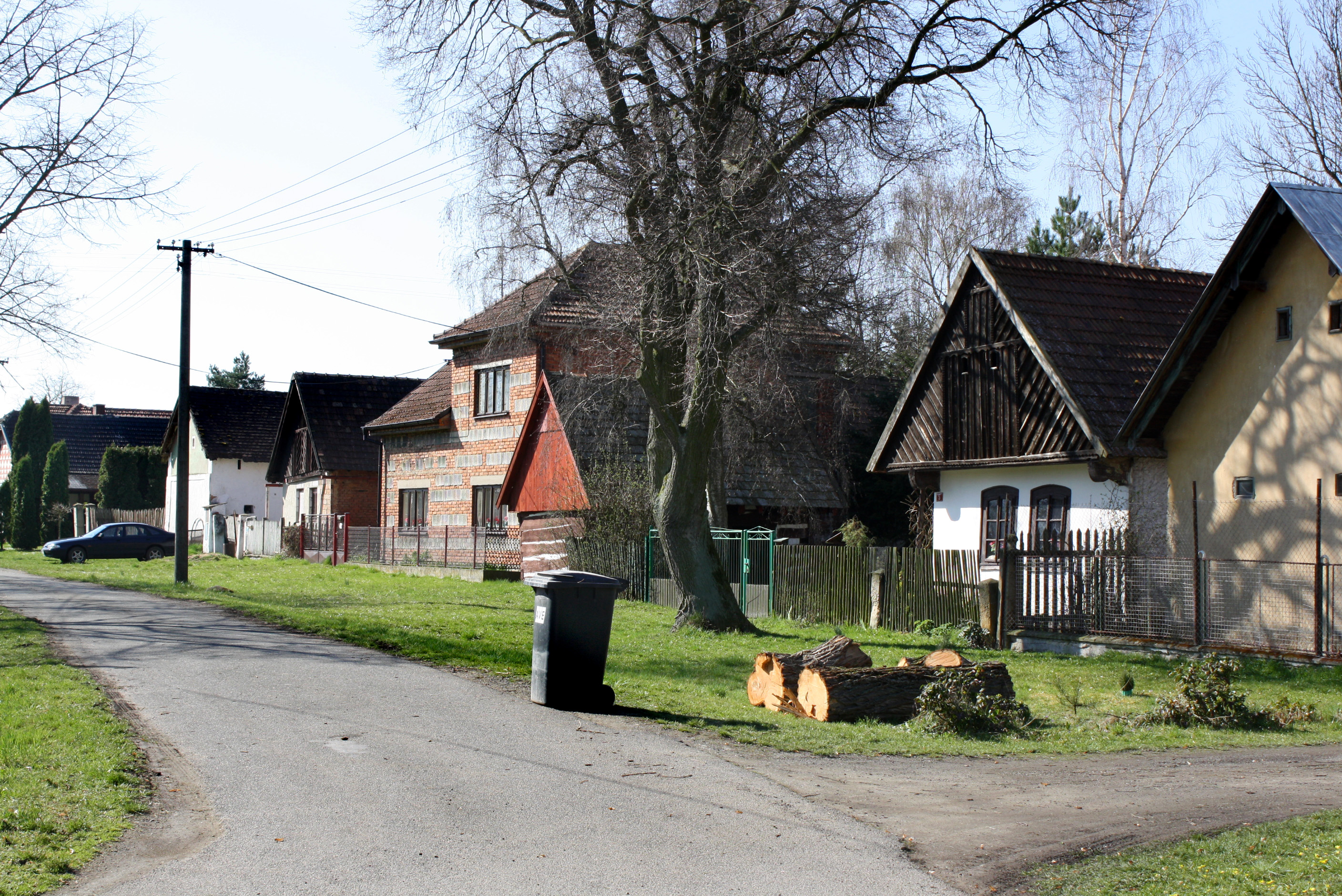
Vedlejší ulice